# Козаринский, Эдгардо
Эдгардо Козаринский (исп. Edgardo Cozarinsky; 13 января 1937, Буэнос-Айрес — 2 июня 2024[…], Буэнос-Айрес) — аргентинский писатель, сценарист, литературный критик, кинорежиссёр.

## Биография
Потомок еврейских эмигрантов из Киева и Одессы, переехавших в Аргентину в конце XIX в. Получил имя в честь Эдгара Аллана По, творчеством которого увлекалась его мать. Учился на филологическом факультете Буэнос-Айресского университета, основал посвященный кино журнал «Флешбэк», писал статьи о литературе и кино. В 1974 году собрал и издал томик эссе Борхеса о кино (исп. Borges y el cine). С 1973 года жил и работал во Франции, с 1990-х делит время между Буэнос-Айресом и Парижем, а кроме того постоянно путешествует. С 1999 года, когда у него диагностировали рак, полностью посвятил себя литературному творчеству.
Кроме съёмки игровых лент, работы над художественной прозой, киносценариями и эссеистикой, снял документальные ленты для кино и телевидения о Д. Скарлатти, Саре Бернар, Чаплине, Кокто, Ван Гоге, Ф. Гарсиа Лорке, Андрее Тарковском, Анри Ланглуа, Фальконетти, Мэри Маккарти, Итало Кальвино.
Умер 2 июня 2024 года от рака в Буэнос-Айресе в возрасте 85 лет.

## Творчество

### Фильмы
- Puntos suspensivos o Esperando a los bárbaros (1971, с участием Мануэля Мухики Лайнеса и Марилу Марини)
- Ученики чародеев/ Les apprentis sorciers (1977, с участием Зузу, Денниса Хоппера и Рауля Руиса)
- La Guerre d’un seul homme (1982, по Э. Юнгеру)
- Haute Mer (1984, с участием Анджея Северина)
- Guerriers et captives (1994, по Борхесу, с участием Доминик Санда и Лесли Карон)
- Citizen Langlois/ Гражданин Ланглуа (1995)
- «Скрипка Ротшильда»/ Le Violon de Rothschild (1996, в роли Шостаковича С. Маковецкий, также участвуют Мари Тёрёчик, Калье Кийск)
- Fantômes de Tanger (1998, с участием Пола Боулза)
- Dans le rouge du couchant (2003, с участием Марисы Паредес, номинация на главную премию фестиваля в Сан-Себастьяне)
- Ronda nocturna/ Ночной дозор (2005)
- Apuntes para una biografía imaginaria (2010, Серебряный кондор Ассоциации кинокритиков Аргентины за лучший видеофильм)
- Nocturnos (2011, представлен в программе Горизонты Венецианского МКФ 2011)
- Carta a un padre/ Письмо отцу (2013)

### Книги
- La Casa de la ficción, статьи о литературе (1977)
- Vudú Urbano, роман-коллаж (1985, со статьями С. Зонтаг и Г. Кабреры Инфанте)
- El pase del testigo (2000)
- La novia de Odessa, роман (2001)
- El rufián moldavo, роман (2004)
- Museo del chisme, сб. эссе (2005)
- Tres fronteras, новеллы (2006)
- Palacios plebeyos, эссе о кино и кинотеатрах (2006)
- Maniobras nocturnas, роман (2007)
- Burundanga, новеллы (2009)
- Lejos de dónde, роман (2009, премия Аргентинской академии литературы)
- Blues, заметки и эссе (2010)
- La tercera mañana, роман (2010)
- Dinero para fantasmas, роман (2012)
- Nuevo museo del chisme, эссе и рассказы (2013)

## Признание
Кондор Ассоциации кинокритиков Аргентины за кинематографическую карьеру (2004).